# ジェリー・ジャレット
ジェリー・ジャレット（Jerry Winston Jarrett、1942年9月4日 - 2023年2月14日）は、アメリカ合衆国のプロレスラー、プロモーター。テネシー州ナッシュビル出身。
1970年代後半から1990年代にかけて、テネシー州メンフィスを本拠にプロレス団体CWAおよびUSWAを運営。2002年には息子のジェフ・ジャレットと共にTNAを創設した。

## 来歴
少年時代の1950年代より、テネシー州一帯をテリトリーとするNWAミッドアメリカ地区のプロモーター、ニック・グラスのもとでプロレス業界でのキャリアをスタートさせる。チケット販売や会場手配などの業務を経てプロモート業を学びつつ、レフェリーも担当した。
1965年、トージョー・ヤマモトの勧めでプロレスラーに転向。甘いマスクの金髪ベビーフェイスとして活躍し、1970年から1974年にかけてはヤマモトやジャッキー・ファーゴと組んでミッドアメリカ版のNWA南部タッグ王座を再三獲得した。
1977年、ミッドアメリカ地区で主にメンフィスの興行を担当していたロイ・ウェルチの死去に伴い、メンフィスの興行権を買収してグラスと決別。ジェリー・ローラーを共同オーナー兼エースレスラーに、新団体のCWAを旗揚げする。1981年にはグラスのテリトリーも吸収し、テネシーのほぼ全域およびケンタッキー州やインディアナ州の一部をサーキットエリアとして勢力を築いた。WWFが全米侵攻を開始した1984年には、NWAのジム・クロケット・ジュニアやAWAのバーン・ガニアらとジョイント・ベンチャー組織 "Pro Wrestling USA" を結成、ローラーをはじめとする配下選手を各地の興行にブッキングした。
1989年、フリッツ・フォン・エリックが主宰していたテキサス州ダラスのWCCWと合併し、新興勢力のUSWAを設立。利益分配のもつれから最終的にはエリック派と袂を分かち、1992年からはWWFとの提携を開始する。以降、USWAはWWFの下部組織的なポジションとなり、メンフィスを拠点に独自の活動を続けたが、1995年にジャレットは共同オーナーのローラーに所有株式を譲渡、プロレスリング・ビジネスから一時引退した。
2002年6月、前年に崩壊したWCWで活動していた息子のジェフ・ジャレットと共に、地元のナッシュビルにてTNA（当時NWA-TNA）を創設。WWEとは一線を画す、NWA時代のオールドスクール・レスリングへの回帰を標榜するも、資金不足で早々に経営難に陥り、同年10月にテキサス州のエネルギー関連企業パンダ・エナジー社に持株を売却。同社CEOのカーター・ファミリーにTNAのオーナーシップを明け渡し、団体の運営から身を退くこととなった。
以後、TNAには2003年6月18日と2005年6月19日のアニバーサリー・ショーに登場したが、クリエイティブ・ライターのビンス・ルッソーによるTNAの方向性を懐疑し、WWEに接近してオレッグ・プルディウスをビンスとリンダのマクマホン夫妻に紹介するなどしていた。
2004年には、自著 "The Story of the Development of the NWA TNA" を発表。
2009年9月からは、ナッシュビルのインディー団体 "Showtime All-Star Wrestling" のコンサルタントとしてプロレス業界のエグゼクティブに復帰した。同団体は、ニック・グラスの息子ジョージ・グラスがマッチメイカーを務めている。
晩年は食道癌で闘病生活を送り、2023年2月14日朝、地元のテネシーで死去。80歳没。

## 獲得タイトル
NWAミッドアメリカ
- NWA南部タッグ王座（ミッドアメリカ版）：10回（w / トージョー・ヤマモト×5、ジャッキー・ファーゴ×4、ジョニー・マーリン）[6]
- NWA世界タッグ王座（ミッドアメリカ版）：1回（w / ジャッキー・ファーゴ）[12]
- NWAミッドアメリカ・タッグ王座：1回（w / ジョージ・グラス）[13]
- NWAテネシー・タッグ王座：1回（w / ジョージ・グラス）[14]

コンチネンタル・レスリング・アソシエーション
- CWA世界タッグ王座：1回（w / トージョー・ヤマモト）[15]

サウスイースタン・チャンピオンシップ・レスリング
- NWAサウスイースタン・タッグ王座：1回（w / トージョー・ヤマモト）[16]

ナショナル・レスリング・アライアンス
- NWA殿堂：2009年[17]

## 関連人物
- ジェフ・ジャレット
- ジェリー・ローラー
- ジャッキー・ファーゴ
- トージョー・ヤマモト
- ロン・フラー
- ロバート・フラー
- ビル・ダンディー
- ジミー・ハート
- ジプシー・ジョー
- ダッチ・マンテル
- トミー・リッチ
- オースチン・アイドル
- ジム・コルネット
- ランディ・サベージ